# Министерство обороны Республики Южная Осетия
Министерство обороны Южной Осетии — государственное учреждение частично признанной Республики Южная Осетия. Это исполнительный орган по реализации оборонной политики в Вооружённых Силах Южной Осетии. Нынешний министр обороны — генерал-лейтенант Инал Сабанов.

## История
17 ноября 1992 года Верховный Совет Южной Осетии издал постановление «Об образовании Министерства обороны Республики Южная Осетия». В январе 1993 года организационная структура министерства была утверждена правительством. В феврале 1993 года были сформированы первые боевые подразделения национальных вооружённых сил. Первым министром обороны был назначен Валерий Хубулов. Первыми подразделениями МО были подразделение военной разведки и артиллерийская дивизия.
В феврале 2018 года состоялись праздничные мероприятия, посвященные 25-летию образования Министерства обороны. Мероприятия прошли с 20 по День защитника Отечества 23 февраля и включали в себя тактические учения, а также возложение венков к мемориальным памятникам. Абхазскую делегацию возглавил первый заместитель министра обороны Беслан Цвижба. Присутствовали также делегации из России и Донецкой Народной Республики.

## Список министров
Министр обороны является исполнительным министром, ответственным за управление министерством, а также вооруженными силами. Ниже приводится список министров обороны Южной Осетии с 1993 г. по настоящее время:
- Валерий Хубулов (1993—1996)[3]
- Бала Бестаути (2001—2002)
- Зелим Мулдаров (2002 — июнь 2003)[4]
- Бала Бестаути (июнь — сентябрь 2003)
- Генерал-лейтенант Анатолий Баранкевич (2004—2006).
- Олег Иванников (2006—2008)
- Генерал-майор Василий Лунёв (февраль 2008—2010)
- Юрий Танаев (2010)
- Генерал-лейтенант Ибрагим Гассеев (2016—2022)
- Полковник Виктор Федоров (2022, и. о.)[5]
- Подполковник Владимир Пухаев (2022)[6][7][8]
- Генерал-майор Марат Павлов (август 2022—2024)[9]
- Инал Сабанов (2024 — настоящее время)[10][11]

## Структура МО

### Подразделения
В составе МО имеется несколько подразделений, таких как батальон специального назначения, учебная рота, пехотный батальон и мотострелковый батальон.

#### Батальон спецназа
В состав МО входит батальон специального назначения имени Зелима Мулдарова. Будучи элитным подразделением, оно часто принимает участие в боевых учениях для обеспечения своей боеготовности. Участвовал в российско-грузинской войне 2008 года. 5 ноября подразделение отметило свой профессиональный праздник — День военного разведчика.

#### Учебная рота
Учебная рота — это подразделение, созданное в июне 2016 года и состоящее из призывников. В её составе находятся пехотный, артиллерийский и разведывательный взводы. Персонал роты проходит физическую, тактическую, медицинскую и общественную подготовку, а также другие дисциплины.

#### Почетный караул

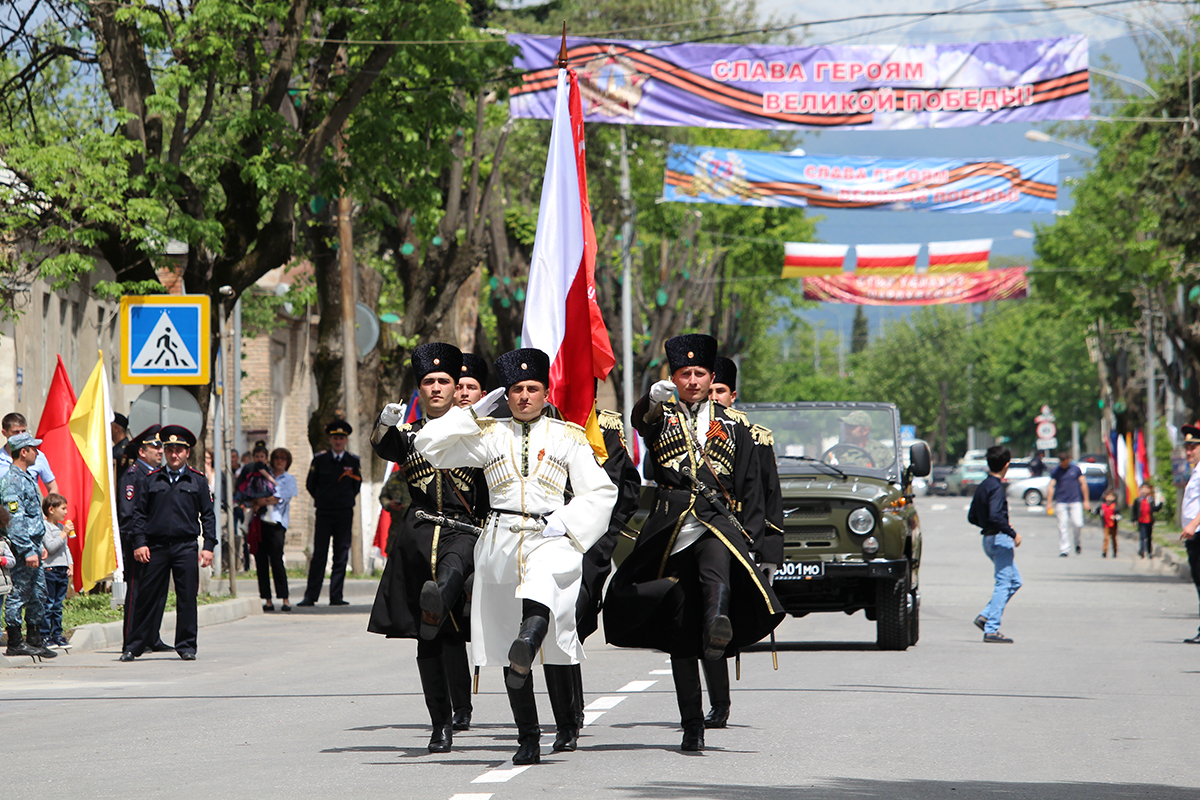
Почетный караул во время Парада Победы в Цхинвале 2018.

Рота почетного караула — церемониальное подразделение вооруженных сил. Его униформа аналогична форме 154-го отдельного Преображенского комендантского полка Российской Армии. Имеет также парадную форму, созданную на основе черкесской одежды. Несмотря на свой церемониальный характер, она также может участвовать в военных учениях для поддержания своей боевой готовности. Подразделение впервые провело учения во время парада в честь Дня Республики в 2019 году.

#### Духовой оркестр
Духовой оркестр Министерства обороны — единственный военный оркестр в вооруженных силах. Он был создан в 1996 году, и в настоящее время ее возглавляет Александр Габараев. В его репертуаре осетинские, русские и советские военные мелодии. В апреле 2016 года группа начала набирать музыкантов и увеличивать свой инструментарий в рамках запланированного расширения группы. В настоящее время он включён в состав мотострелкового батальона.

### Кадетский корпус
Кадетский корпус был создан 28 апреля 2011 года постановлением правительства Южной Осетии по инициативе Минобороны. Оно находится на одном уровне с Суворовскими училищами в России, Белоруссии и Приднестровье. Выпускникам школы предоставляется ускоренное обучение при вступлении в регулярную армию, и они могут даже поступить в военные/гражданские вузы России . В июне 2014 года директор кадетского корпуса Артур Тадтаев объявил о наборе учеников 8-го класса в 10-й класс.

## Военный городок МО
В 2021 году состоялось торжественное открытие Мемориального комплекса «Воинская слава» памяти первого министра обороны Валерия Хубулова. Капсула с посланием установлена у основания Мемориального комплекса, и ее планируется открыть в день 50-летия образования Минобороны 17 ноября 2042 года.

## Награды
Министерство имеет право награждать 4 боевыми наградами:
- Медаль «За боевые заслуги» — награждается военнослужащими Вооружённых Сил Республики Южная Осетия, а также гражданами Южной Осетии и зарубежных стран.
- Медаль «За боевое содружество» — награждают людей, за заслуги укрепивших военное сотрудничество.
- Медаль «За воинскую доблесть» — награждает воинов, проявивших мужество при исполнении служебного долга.
- Медаль «Хубулов» — вручается тем, чьи действия способствовали безопасности страны. Назван в честь Валерия Хубулова[26].